# Eudinoceras
Eudinoceras  is een geslacht van uitgestorven zoogdieren behorend tot de familie Coryphodontidae van de Pantodonta. Dit dier leefde in het Eoceen in Centraal-Azië. 

## Fossiele vondsten
De eerste fossielen van Eudinoceras werden in 1923 gevonden tijdens de Centraal-Aziatische Expedities van het American Museum of Natural History in de Gobiwoestijn in Mongolië en China. De twee kiezen uit de Irdin Mahna-formatie uit het Midden-Eoceen, de eerste in juni 1923 gevonden door Roy Chapman Andrews en de tweede in september 1923 door museumdirecteur Henry Fairfield Osborn bij een bezoek aan de expeditie, werden als zeer belangrijk beschouwd omdat ze gelijkenis vertoonden met de kiezen van Dinoceras uit de Uintatheriidae en zo op een overeenkomst in fauna wezen tussen Centraal-Azië en Noord-Amerika, meer bepaald de Uinta-formatie, tijdens het Midden-Eoceen. Aanvullende fossiele vondsten van Eudinoceras tijdens de expeditie van 1925 in de Kholobolchi-formatie, waaronder twee schedels, lieten zien dat de tanden vergelijkbaar waren met die van Dinoceras maar dat de bouw van de schedel wees op verwantschap met Coryphodon. Dit leidde tot herziening van de classificatie van Eudinoceras en indeling bij de Coryphodontidae. Nieuwe fossielen werden tijdens de expeditie van 1930 gevonden in de Baron Sog-formatie.